# Condado de Ward (Texas)
El condado de Ward es un condado del estado estadounidense de Texas. La capital del condado es Monahans, al igual que su mayor ciudad. En el censo de 2010, el condado tenía una población de 10,658 habitantes. A mediados de 2019, tiene una población estimada de 11,998 habitantes.

## Demografía
Según el censo de 2000, había 10.909 personas, 3.964 hogares y 2.929 familias en el condado. La densidad de población era de 13 habitantes por milla cuadrada.
La composición racial del condado era:
- 79,79% blancos
- 4,61% negros o negros americanos
- 0,66% nativos americanos
- 0,28% asiáticos
- 0,03% isleños
- 12,52% otras razas
- 2,11% de dos o más razas.

Había 3.964 cabezas de familia, de las cuales el 36,60% tenían menores de 18 años viviendo con ellas, el 58,80% eran parejas casadas viviendo juntas, el 11,60% eran mujeres cabeza de familia monoparental (sin cónyuge), y 26,10% no eran familias.
El tamaño promedio de una familia era de 3,15 miembros.
En el condado el 30,60% de la población tenía menos de 18 años, el 7,80% tenía de 18 a 24 años, el 25,10% tenía de 25 a 44, el 22,20% de 45 a 64, y el 14,30% eran mayores de 65 años. La edad promedio era de 36 años. Por cada 100 mujeres había 99,80 hombres. Por cada 100 mujeres mayores de 18 años había 92,30 hombres.

## Economía
Los ingresos medios de una cabeza de familia del condado eran de USD$29.386 y el ingreso medio familiar era de $36.014. Los hombres tenían unos ingresos medios de $31.373 frente a $18.198 de las mujeres. El ingreso per cápita del condado era de $14.393. El 15,80% de las familias y el 17,90% de la población estaban debajo de la línea de pobreza. Del total de gente en esta situación, 20,30% tenían menos de 18 y el 20,10% tenían 65 años o más.